# Flüchtlingslager

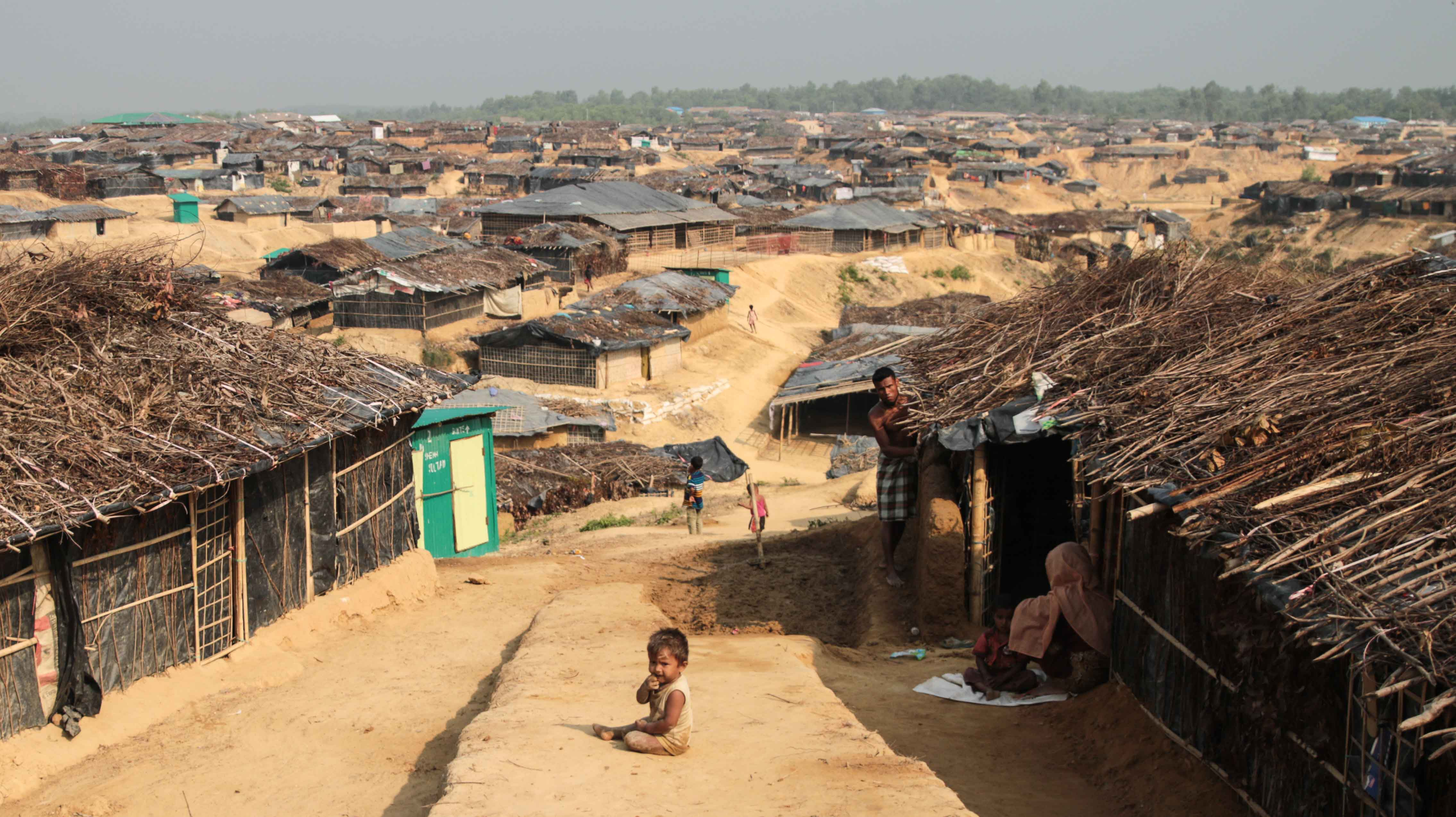
Das Flüchtlingslager Kutupalong (hier im März 2017) gilt als größtes Flüchtlingslager der Welt.

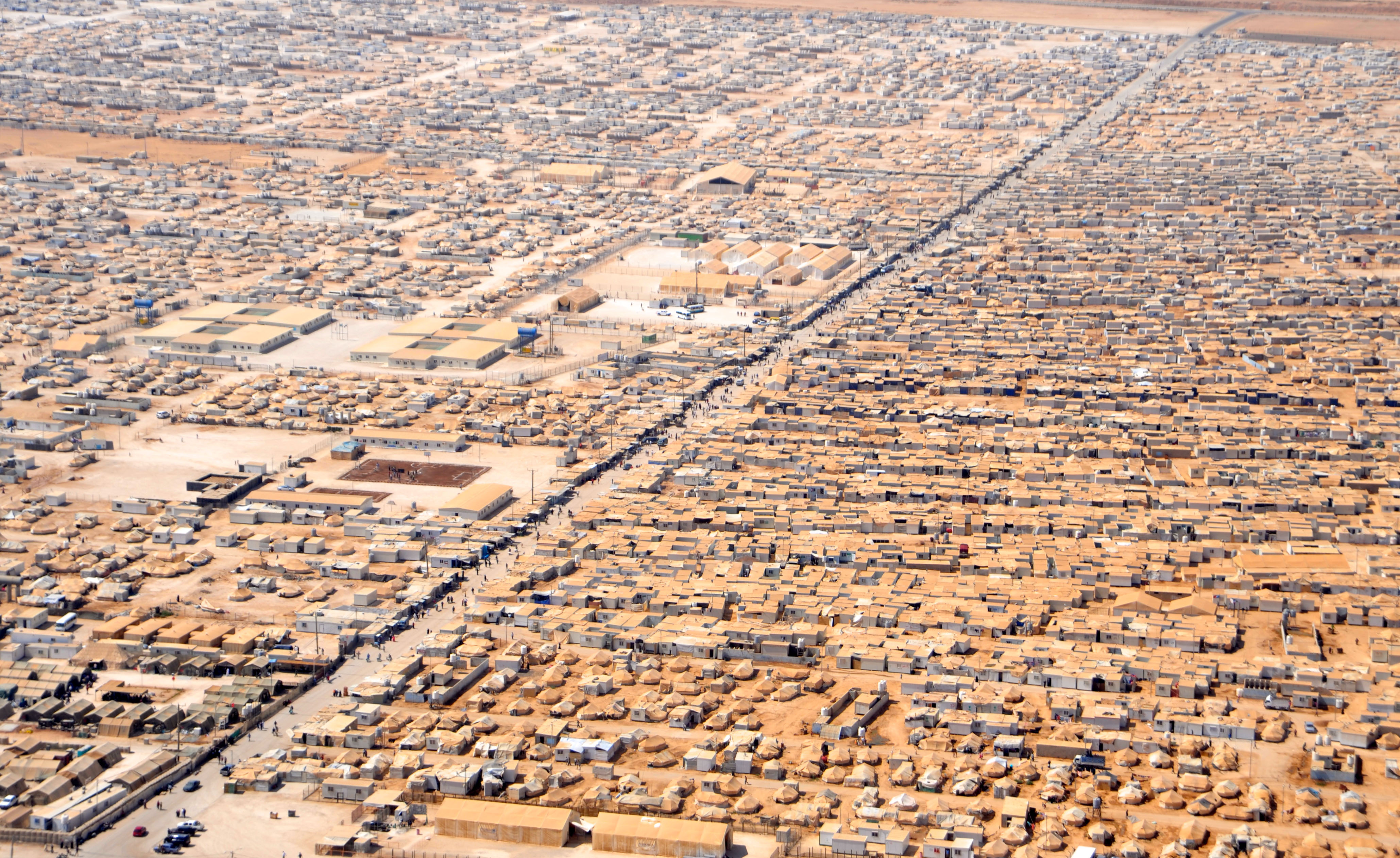
Luftaufnahme vom syrischen Flüchtlingscamp Zaatari in Jordanien im Juli 2013

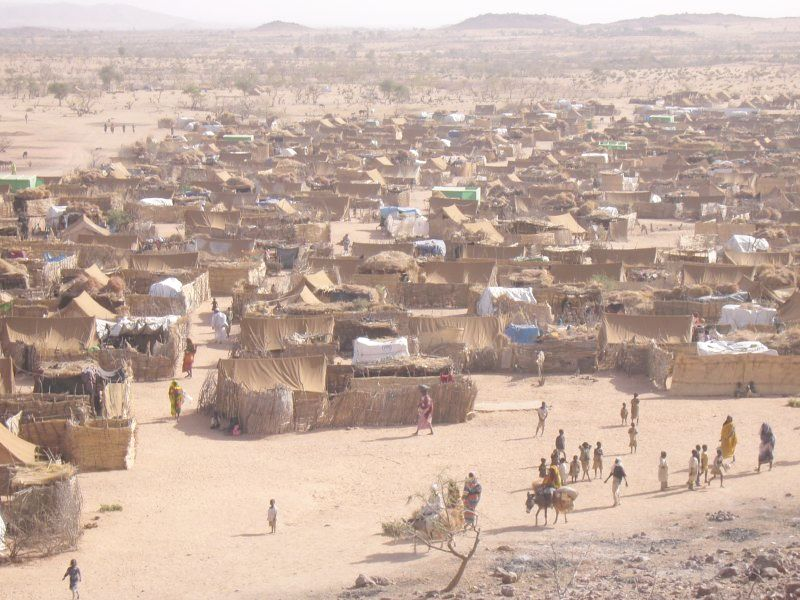
Flüchtlingslager für Flüchtlinge aus Darfur (Tschad, 2005)

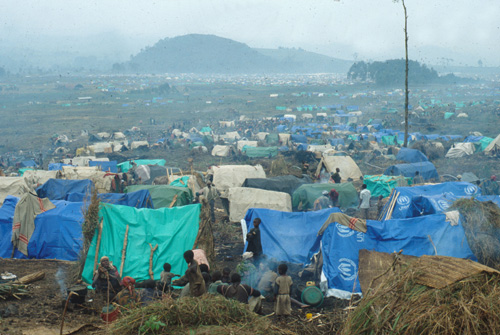
Flüchtlingslager für Flüchtlinge aus Ruanda (Demokratische Republik Kongo, 1994)

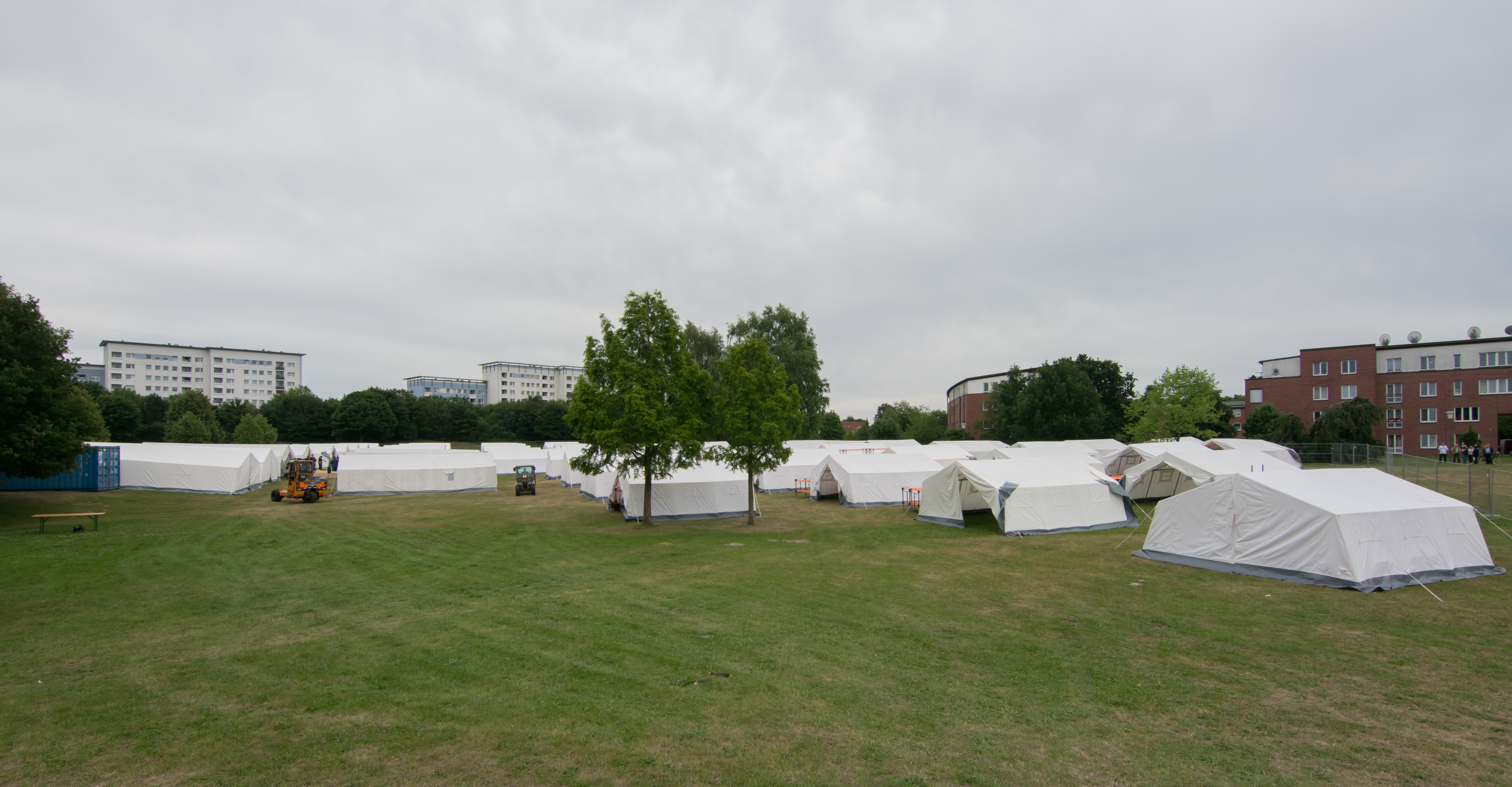
Erstaufnahmelager Jenfelder Moorpark

Ein Flüchtlingslager ist ein Lager, in dem Flüchtlinge untergebracht sind. Menschen in Flüchtlingslagern sind vor politischer Verfolgung, Kriegen, Bürgerkriegen, Vertreibung, aber auch vor Umweltkatastrophen und Hungersnöten geflohen (Umweltflüchtlinge).

## Flüchtlingslager in Europa

### Deutschland
In Deutschland und anderen Ländern Europas gab es nach dem Zweiten Weltkrieg Lager für Flüchtlinge und Vertriebene aus den deutschen Ostgebieten, für überlebende Juden und andere (zum Teil bezeichnet als DP-Lager (engl.: DP-Camps) für so genannte Displaced Persons, DPs; errichtet in der Regel von Alliierten). Diese verschiedenen Lager waren bis ins die späten 1950er Jahre als langjährige Unterkünfte belegt. Andere dienten als Durchgangsstationen vor der Weiterreise in andere Länder oder vor der Erteilung einer Zuzugsgenehmigung und Integration in die neue Heimat. Außerdem gab es Flüchtlingslager für die große Zahl der Flüchtlinge (zwischen 1949 und 1961 in jedem Jahr mehr als 100.000) aus der Sowjetischen Besatzungszone (SBZ) bzw. aus der DDR. Für jugendliche SBZ/DDR-Flüchtlinge, die das 21. Lebensjahr noch nicht vollendet hatten, gab es ein spezielles Flüchtlingsjugendlager.
In den 1957 bestehenden, rund 3 Tausend Lagern im Gebiet der Bundesrepublik Deutschland lebten 372 Tausend Menschen. Hinzu kamen 56 Lager in Westberlin, in denen 26 Tausend Menschen lebten. In den 3 Tausend Lagern gab es 16 Tausend  Baracken, Bunker, Hallen und Kasernen. 6.600 davon galten bei bescheidenen Ansprüchen als bewohnbar, der Rest galt als in schlechtem bis in sehr schlechtem Zustand. Ein kleiner Teil der Baracken stammte aus der Zeit des Ersten Weltkriegs, die meisten wurden in den 1939er und 1940er Jahren für ausländische Zwangsarbeiter in der Rüstungsindustrie errichtet. Andere waren zunächst Notunterkünfte für Ausgebombte in Kriegszeiten. Das durchschnittliche Lebensalter solcher Baracken betrug zehn Jahre. Die meisten Lager befanden sich mit 1.024 im Bundesland Niedersachsen, gefolgt von NRW mit 909 und Schleswig-Holstein mit 515. Allein im Stadtkreis Lübeck lebten mit 14 Tausend Lagerbewohner über ein Fünftel der Lagerinsassen Schleswig-Holsteins. Lübeck war damals die relativ größte Flüchtlingsstadt Westdeutschlands.
Die heutige Unterbringung von Flüchtlingen in Erstaufnahmeeinrichtungen, Gemeinschaftsunterkünften und Ausreiseeinrichtungen ist in Deutschland Teil des Sachleistungsprinzips des Asylbewerberleistungsgesetzes.

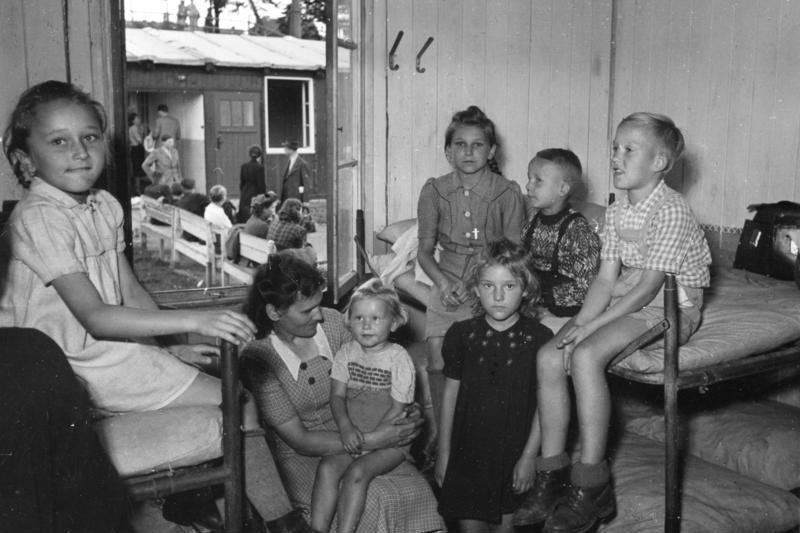
Zentrales Flüchtlings-Durchgangslager Gießen (1950)

- Grenzdurchgangs-/Notaufnahmelager Friedland im Landkreis Göttingen

seit 1945
- Lager Moschendorf bei Hof (Saale)

bis 1957
- Durchgangslager Rastatt

bis 1994
- Zentrales Flüchtlings-Durchgangslager Gießen

ab 1. September 1950 Notaufnahmelager
ab 1986 Bundesnotaufnahmelager
heute Zentrale Aufnahmestelle des Landes Hessen
- Flüchtlings-Durchgangslager Uelzen-Bohldamm

am 31. März 1963 geschlossen
- Notaufnahmelager Marienfelde in Berlin-Marienfelde

1953 bis 1978
- Flüchtlingslager Flottenstraße in Berlin-Reinickendorf

- 1970
- Zentrale Aufnahmestelle Zirndorf

seit 7. Dezember 1955
- Zentrale Aufnahmestelle Halberstadt
- Lager Föhrenwald (im Staatsforst von Wolfratshausen in Oberbayern)

1937 erbaut als Wohnsiedlung (für Zwangsarbeiter)
ab 1945 Auffanglager
ab 1951 Regierungslager für heimatlose Ausländer
offiziell 1956 aufgelöst, die letzten Bewohner verließen das Lager jedoch erst im Frühjahr 1957
Siehe auch: Flüchtlingsunterkunft (Deutschland) 

Siehe auch: Flüchtlingsjugendlager

### Dänemark
In Dänemark kamen in den letzten Kriegswochen 250.000 Deutsche an, auf deren Unterbringung man weder von der Wehrmacht noch von der dänischen Zivilverwaltung nach der Kapitulation vorbereitet gewesen wäre. Viele dieser deutschen Flüchtlinge wurden dann in den Flüchtlingslagern in Jütland untergebracht. Zum Beispiel in dem 1945 eingerichteten Flüchtlingslager Oksbøl, das zur Gemeinde Oksbøl, westlich von Silkeborg in Mitteljütland gehörte. Es wurde 1949 aufgelöst.
Heute sind im Zusammenhang mit der Unterbringung von Asylbewerbern insbesondere zu nennen:
- das Ausreisezentrum Kærshovedgård, ein Lager für alleinstehende, nicht gewollte Migranten
- das Zentrum für Ausländer Ellebæk, faktisch ein Abschiebegefängnis.

### Liechtenstein
In Liechtenstein besteht ein Aufnahmezentrum in Vaduz; eine weitere, zeitweilige Unterkunft in Triesen wurde am 1. Juli 2016 vom Verein Flüchtlingshilfe Liechtenstein (FHL) in Betrieb genommen.

### Österreich
- Flüchtlingslager Wagna
- Traiskirchen
- St. Georgen im Attergau
- Reichenau an der Rax
- Bad Kreuzen

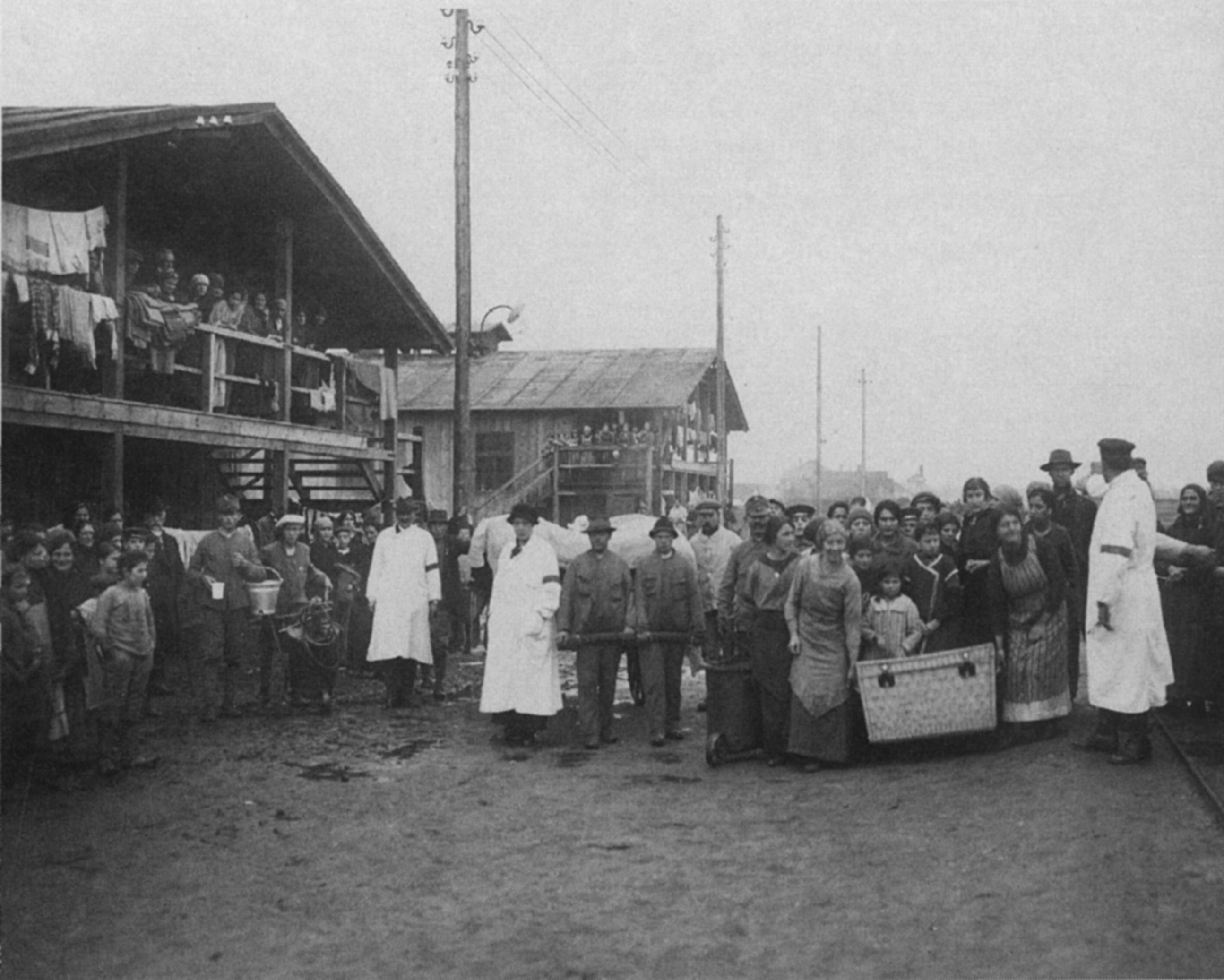
Flüchtlingslager Wagna, 1914

Siehe auch Unterbringung und Aufteilung von hilfs- und schutzbedürftigen Fremden (BGBl. I Nr. 120/2015).

### Ungarn
- Debrecen (Erstaufnahmelager)
- Röszke (Erstaufnahmelager)
- Nagyfa (in der Nähe von Szeged)
- Vámosszabadi (in der Nähe von Győr)
- Balassagyarmat
- Fót (für unbegleitete minderjährige Flüchtlinge)
- Bicske (Pre-Integrationslager, vorrangig für bereits anerkannte Flüchtlinge und subsidiär Schutzberechtigte)

Zudem bestehen Flüchtlingshaftanstalten in Békéscsaba, Debrecen, Győr, Nyírbátor, Kiskunhalas, Flughafen Budapest.
Angesichts der großen Zahl von Flüchtlingen auf den Straßen ist es in diesem Zusammenhang von Bedeutung, dass das „Gesetz zur Gestaltung und zum Schutz der öffentlichen Umgebung“ von 2010 und die „Vierte Neufassung der Ungarischen Verfassung“ vom 11. März 2013 unter anderem eine Kriminalisierung der Obdachlosigkeit beinhalteten.

### Balkan
- In Serbien gibt es noch Flüchtlingslager in Cardak und Kalenic mit Flüchtlingen die infolge der Jugoslawienkriege, bzw. des Kosovokrieges geflohen sind.
- Im Westen Bosniens sind im Zuge der Europäischen Flüchtlingskrise seit 2015 einige Lager entlang der Balkanroute entstanden, für Flüchtlinge und Migranten, die nach Westeuropa wollen, aber nicht über die EU-Außengrenze gelangen, z. B. in Vučjak und Lipa
- In Griechenland gibt es mehrere Flüchtlingslager. Die Verhältnisse in den Lagern genügen weder UN- noch europäischen Standards.[9][10]

## Flüchtlingslager im Mittleren Osten

### Lager für palästinensische Flüchtlinge

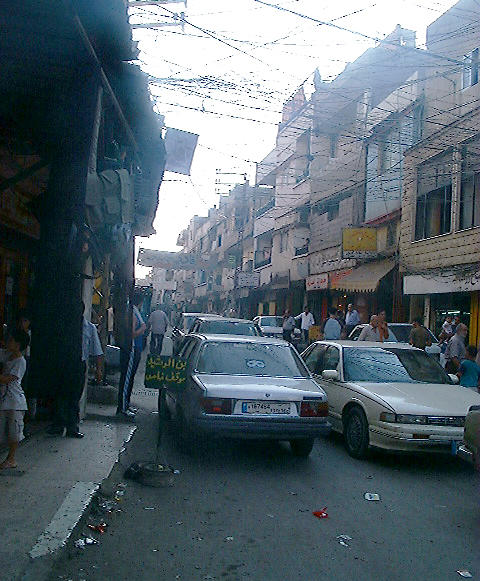
Nahr al-Bared, 16 km nördlich Tripoli

Die im Palästinakrieg und Sechstagekrieg geflohenen und vertriebenen Palästinenser wurden in 58 Flüchtlingslagern im Westjordanland und Gazastreifen, in Jordanien, Syrien und dem Libanon aufgenommen, wo sie und ihre Nachkommen teilweise bis heute leben und vom Hilfswerk der Vereinten Nationen für Palästina-Flüchtlinge im Nahen Osten (UNRWA) versorgt werden. Die Integration der Flüchtlinge in die Bevölkerung wurde auch in den arabischen Staaten teilweise behördlich unterbunden. Die Zelte sind zwischenzeitlich durch feste Bebauung ersetzt worden, der Begriff „Lager“ (als kurzzeitiges Provisorium) ist damit sachlich nicht mehr korrekt. Der Gebrauch dieses Begriffs ist hier mehr politischer Natur, um den ungeklärten Status der Bewohner zu verdeutlichen. Der Unterschied zu politischen Gemeinden ist jedoch, dass das Land nicht den Bewohnern gehört, sondern sich noch immer in staatlichen oder privaten Besitz befindet und nur der UNRWA zur Verwaltung überlassen ist. Es gibt daher auch keine politische Vertretung wie Gemeinderat und Bürgermeister.
Zurzeit bestehende Flüchtlingslager mit Anzahl der Bevölkerung und Jahr der Entstehung (Stand: Juli 2014):

#### Westjordanland
Im Westjordanland befinden sich 19 Flüchtlingslager mit 762.288 registrierten Flüchtlingen.
- 1948, Aqabat Jaber bei Jericho (S), 6.400
- 1948, Ein Sultan bei Jericho, 1.900
- 1949, Far’a zwischen Nablus und dem Jordantal, 7.600
- 1949, Fawwar bei Hebron (S), 8.000
- 1949, Jalazoun bei Bir Zait (S), 11.000
- 1949, Kalandia zwischen Jerusalem und Ramallah, 11.000
- 1949, Amari bei Ramallah/Al-Bireh, 10.500
- 1949, Deir Ammar zwischen Ramallah und Nablus, 2.400
- 1949, Daheishe bei Bethlehem (S), 13.000
- 1950, Aida bei Betlehem (NW), 4.700
- 1950, Al-Arroub zwischen Bethlehem und Hebron, 10.400
- 1950, Askar bei Nablus (NO), 15.900
- 1950, Balata bei Nablus (O), 23.600
- 1950, 'Azza (Beit Jibrin), 1.000
- 1950, Ein Beit al-Ma' (Camp No. 1), 6.750
- 1950, Tulkarem, 18.000
- 1952, Nur Shams bei Tulkarem (O), 9.000
- 1953, Dschenin, 16.000
- 1965, Shu’fat in Ostjerusalem (N), 11.000

#### Gazastreifen
Im Gazastreifen befinden sich 8 Flüchtlingslager mit 1.258.559 registrierten Flüchtlingen.
- 1948, Al-Shati (Beach camp), 87.000
- 1950, Bureij, 34.000
- 1948, Dair al-Balah, 21.000
- 1948, Dschabaliya bei Gaza (NW), 110.000
- 1949, Khan Yunis, 72.000
- 1949, Maghazi, 24.000
- 1948, Nuseirat bei Gaza (S), 66.000
- 1949, Rafah, 104.000

#### Jordanien
In Jordanien befinden sich 10 Flüchtlingslager mit 2.097.338 registrierten Flüchtlingen.
- 1948, Amman New Camp (Wihdat), 51.500
- 1948, Jebal al-Hussein, 29.000
- 1948, Irbid, 25.000
- 1949, Zarqa, 20.000
- 1967, Souf, 20.000
- 1967, Talbieh, 7.000
- 1968, Baqa’a, 104.000
- 1968, Jerash, 24.000
- 1968, Husn, 22.000
- 1968, Marka, 53.000

#### Libanon
Im Libanon befinden sich 12 Flüchtlingslager mit 449.957 registrierten Flüchtlingen.
- 1948, Bourj el-Barajneh, südlicher Vorort von Beirut, 17.945
- 1948, Ein el-Hilweh, Vorort von Sidon, 54.116
- 1948, El-Buss, 2 km südlich Tyros, 11.254
- 1949, Nahr al-Bared, 16 km nördlich Tripoli, 5.857
- 1949, Schatila, 9.842 (siehe Massaker von Sabra und Schatila)
- 1948, Wavel, bei Baalbek, 8.806
- 1952, Mar Elias, Vorort von Beirut, 662
- 1954, Mieh Mieh, 4 km östlich Sidon, 5,250
- 1955, Beddawi, 5 km nördlich Tripoli, 16,500
- 1955, Burj al-Shemali, 3 km östlich Tyros, 22.789
- 1956, Dbayeh, 12 km östlich Beirut, 4.351
- 1963, ar-Raschidiya, südlich Tyros, 31.478

#### Syrien
In Syrien befanden sich 2011 9 Flüchtlingslager (davon 3 inoffiziell *) mit 526.744 registrierten Flüchtlingen.
- 1948, Sbeineh, 22.600
- 1948, Neirab, 20.500
- 1948, Dscharamana, 18.658
- 1949, Khan Eshieh, 20.000
- 1949, Homs, 22.000
- 1950, Daraa, 10.000
- 1950, Hama, 8.000
- 1950, Chan Dunoun, 10.000
- 1955-6, Latakia*, 10.000
- 1957, Yarmouk*, 148.500
- 1962, Ein El-Tal*, 6.000
- 1967, Qabr Essit, 23.700

### Lager für syrische Bürgerkriegsflüchtlinge
Seit dem Beginn des Kriegs in Syrien 2011 sind mit Stand April 2018 etwa 660.000 Menschen nach Jordanien geflüchtet.
- Zaatari, rund 80.000 (Stand April 2018)

## Flüchtlingslager in Afrika

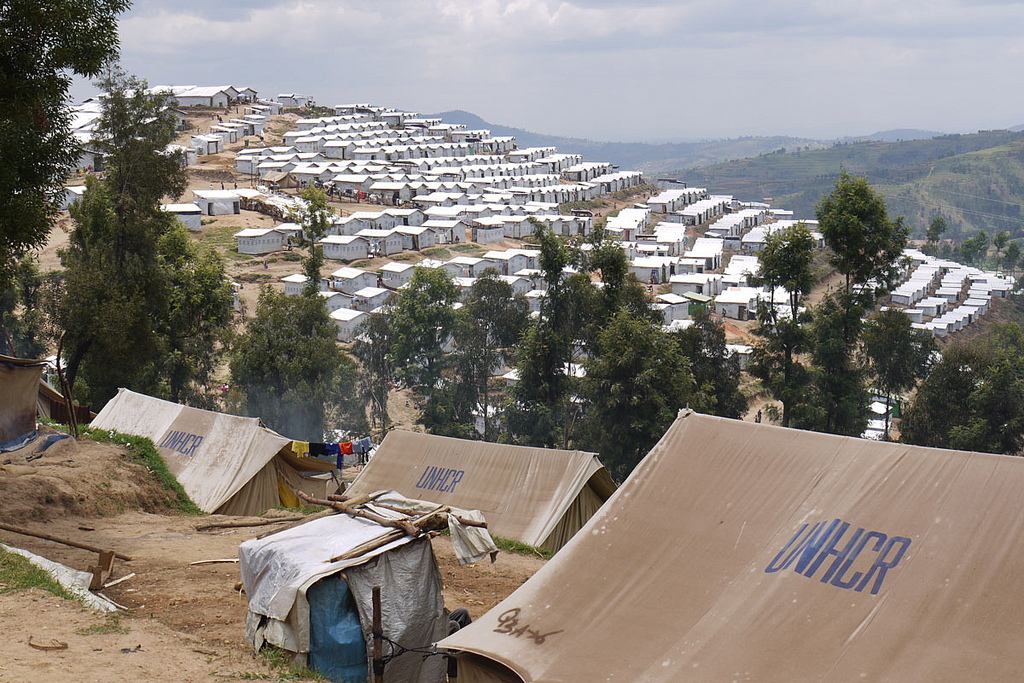
Das Flüchtlingslager Kigeme in der Südprovinz von Ruanda wurde im Jahr 2012 für Flüchtende aus dem Osten der Demokratischen Republik Kongo wiedereröffnet.

### Im Sudan und in Darfur
Seit dem Darfur-Konflikt sind in Kenia die Flüchtlingslager Dadaab und Kakuma für Flüchtlinge aus Somalia und dem Sudan sowie in weiteren Ländern Lager aufgebaut worden: 
- Abushok, bei El Fasher in Nord-Darfur
- Al Salam, bei El Fasher
- Amboko, im Süden Tschads
- Azburki, bei El Geneina in West-Darfur
- Azerni, bei El Geneina
- Gaga, Tschad
- Kalma, bei Nyala
- Mornei, bei El Geneina
- Sissi, bei El Geneina
- Tine, Darfur-Grenze in Tschad
- Zam Zam, bei El Fasher

### Westsaharakonflikt
In der Nähe von Tindouf, Algerien befinden sich Flüchtlingslager für die seit dem Westsaharakonflikt aus der Westsahara geflohenen Saharauis, außerdem für die Exilregierung der Frente Polisario. Dort lebten in den letzten 30 Jahren bis zu 150.000 Menschen.

### Weitere
- Flüchtlingslager Osire, Namibia
- Liste von Flüchtlingslagern in Ruanda

## Flüchtlingslager in Asien

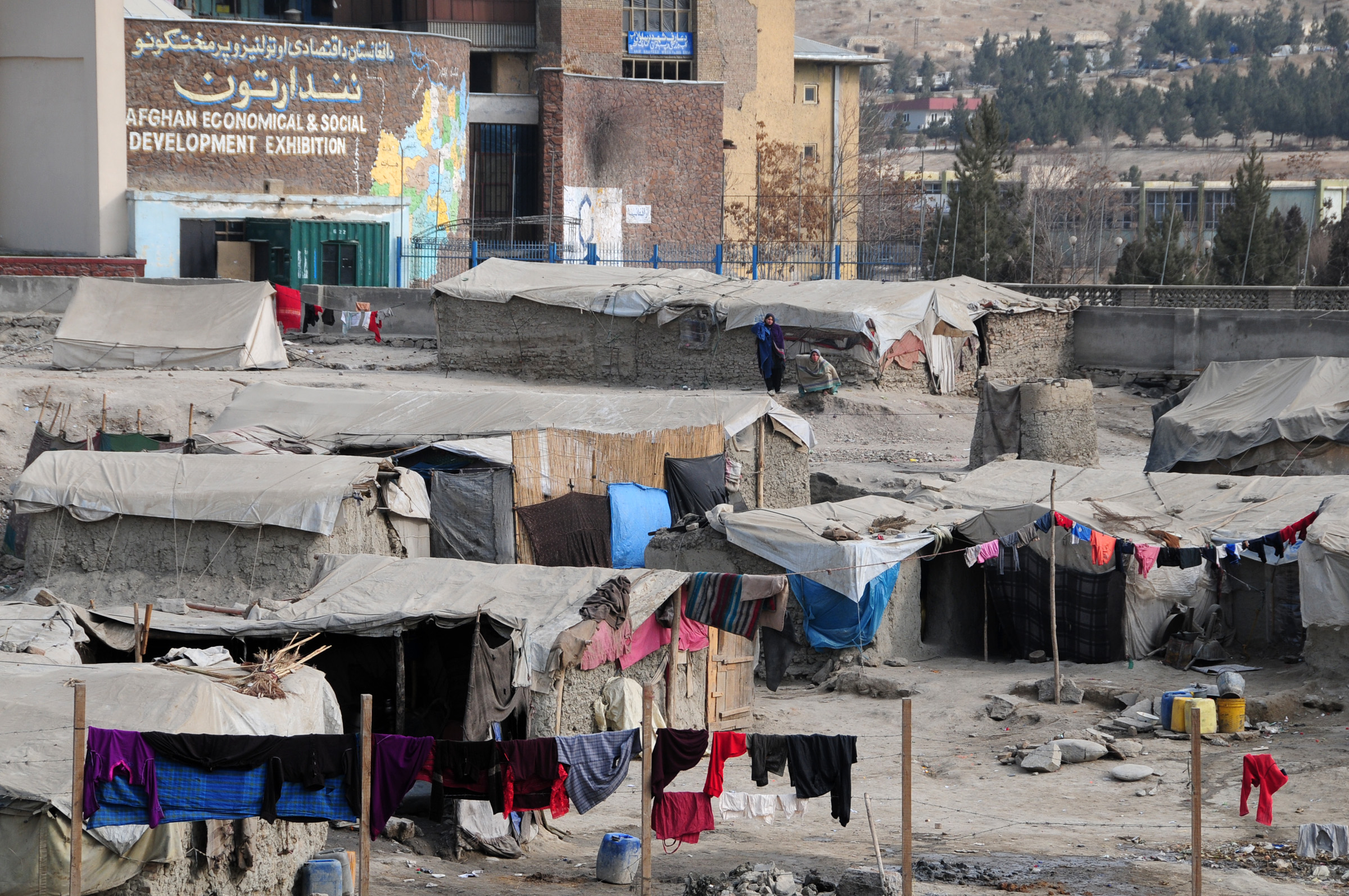
Flüchtlingslager in Kabul

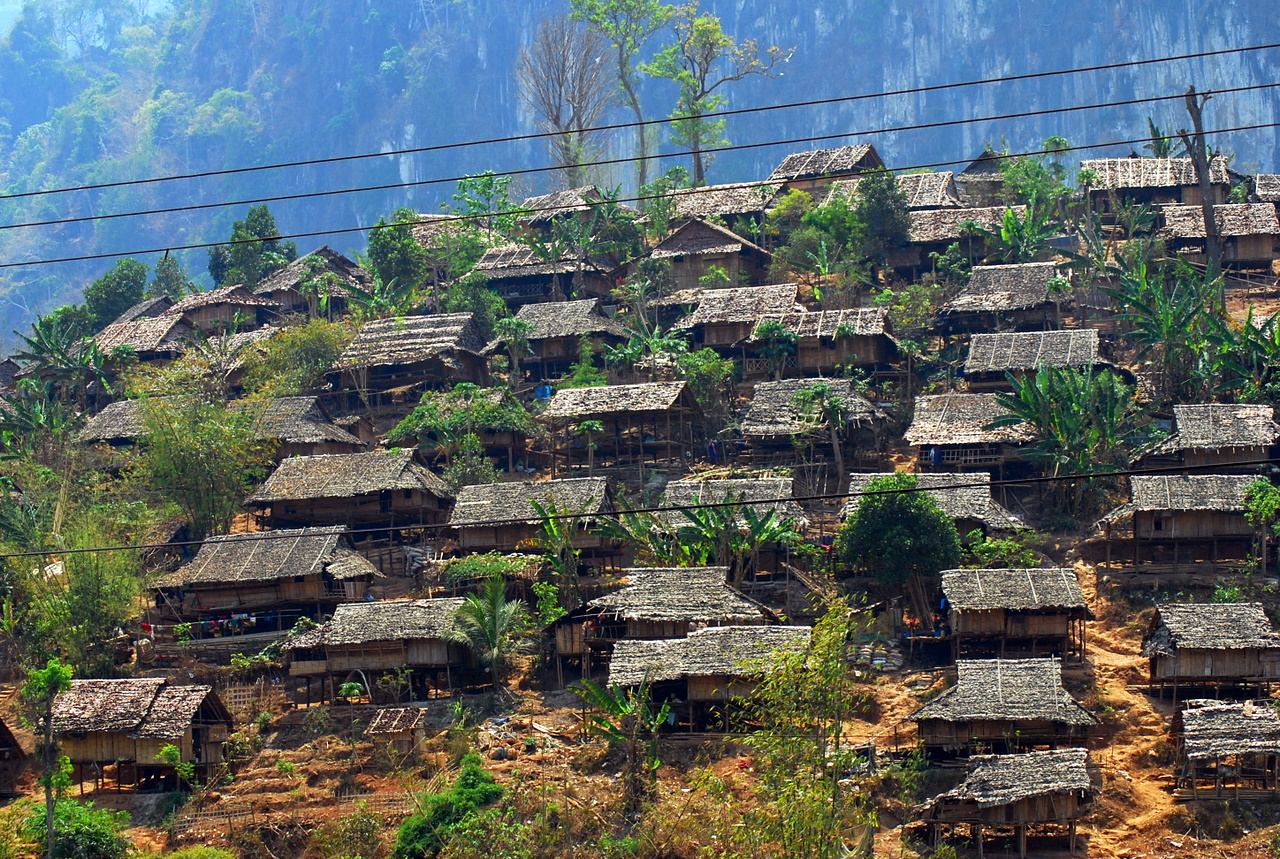
Mae La Flüchtlingslager für Flüchtlinge aus Burma in Tak, Thailand (2007)

Aufgrund der zahlreichen Konflikte und Vertreibungen der letzten 40 Jahre leben in Afghanistan mehr als zwei Millionen Menschen als Binnenvertriebene im eigenen Land, darunter Hunderttausende Kinder. In Kabul und Umgebung lebten Ende 2017 schätzungsweise 65.000 Menschen in mehr als 60 Flüchtlingslagern, die in der Vergangenheit durch humanitäre Organisationen unterstützt wurden. 2014 brach die Hilfe jedoch ein, da die EU-Nothilfeagentur ECHO diese als reguläre Slums einstufte.
Im Iran und Pakistan leben zahlreiche Flüchtlinge aus dem benachbarten Afghanistan in Flüchtlingslagern wie Nasir Bagh in Pakistan.
In Thailand leben viele Flüchtlinge aus den benachbarten Staaten in Lagern nahe der Grenze. Das größte ist das Mae La Lager im Amphoe Tha Song Yang.

## Flüchtlingslager als Kriegsressource
In den heutigen Kriegen und denen der jüngeren Geschichte können Flüchtlingslager auch eine wichtige Kriegsressource für teilnehmende Gruppen darstellen. Sie können dadurch, dass konstant Gelder und Ressourcen aus dem Ausland in das Kriegsgebiet fließen, zu einem Bestandteil der Kriegsökonomie werden. Davon können Kriegsparteien, welche die Umgebung der Lager kontrollieren, auf folgende Weise profitieren:
- Die Versorgung der eigenen Truppen mit Nahrung und Medikamenten durch internationale Hilfslieferungen, da selbige üblicherweise auch die Verteilung kontrollieren
- Einnahmen durch an den Zufahrtsstraßen erhobene Zölle. Einnahmen durch Verkauf der durch internationale Hilfslieferungen in das Lager gekommenen Güter (Nahrungsmittel, Medikamente usw.)
- Geschütztes Rückzugsgebiet für verwundete Kämpfer